# دون فيذرستون
دون فيذرستون (بالإنجليزية: Donald Featherstone)‏ هو نحات أمريكي، ولد في 25 يناير 1936 في ورسستر في الولايات المتحدة، وتوفي في 22 يونيو 2015 في فيتشبورغ في الولايات المتحدة.